# 7328-as busz
A 7328-as jelzésű autóbusz helyközi autóbuszjárat volt Fűzfőgyártelep és Veszprém között. Munkanapokon egy járat szállította az utasokat, menetideje 50 perc volt.
A 2023. június 17-ei menetrend módosításokkal a Volánbusz Zrt. megszüntette az autóbuszvonalat.

## Megállóhelyei
| 0  | Fűzfőgyártelep, autóbusz-váróterem végállomás    | 2, 3, 4, 5, 6 1201, 1513, 1564, 1592, 1593, 1729, 1740, 1742 5449, 7318, 7320, 7321, 7322, 7323, 7324, 7325, 7326, 7332, 7534, 7538, 7600, 7602, 7612, 7616, 7653, 7654, 8082 |
| 1  | Balatonfűzfői elágazás                           | 2, 3, 4, 5, 6 1729 7320, 7321, 7322, 7323, 7324, 7325, 7326, 7332, 7534, 7543, 7600, 7602, 7653, 7654, 8082 |
| 2  | Balatonfűzfő, Tobruk                             | 4, 5, 6 7320, 7326, 7332, 7600, 7602 |
| 3  | Balatonfűzfő, Rákóczi utca                       | 1190, 1201, 1728 7325, 7326, 7332, 7543, 7600, 7602, 7653, 7654, 8082 |
| 4  | Balatonalmádi, Kürt utca                         | 1201 7325, 7326, 7332, 7543, 7600, 7602, 7653, 7654 |
| 5  | Balatonalmádi, (Vörösberény) bejárati út         | 1201 7325, 7326, 7332, 7543, 7600, 7602, 7653, 7654 |
| 6  | Balatonalmádi, Lok-hegy                          | 7325, 7326, 7333, 7543, 7600, 7602, 7653, 7654, 8082 |
| 7  | Balatonalmádi, Bauxitkutató Vállalat bejárati út | 1190, 1728, 1731 7325, 7326, 7333, 7543, 7600, 7602, 7653, 7654, 8082 |
| 8  | Balatonalmádi, (Budatava) vasúti sorompó         | 7325, 7326, 7333, 7543, 7600, 7602, 7653, 7654 |
| 9  | Balatonalmádi, autóbusz-állomás                  | 1190, 1201, 1513, 1529, 1728, 1729, 1731, 1844 7325, 7326, 7333, 7335, 7341, 7543, 7600, 7602, 7653, 7654, 8082 |
| 10 | Balatonalmádi, strand bejárati út                | 7335, 7341 |
| 11 | Balatonalmádi, iskola                            | 7335, 7341 |
| 12 | Balatonalmádi, Óvári-telep                       | 7341 |
| 13 | Felsőörs, Öreglak                                | 7341 |
| 14 | Felsőörs, szőlőhegy                              | 7341 |
| 15 | Felsőörs, Pityorka út                            | 7341 |
| 16 | Felsőörs, alsó                                   | 1758 7341, 7342, 7344, 7345, 7346, 7348 |
| 18 | Felsőörs, autóbusz-váróterem                     | 1758 7341, 7342, 7344, 7345, 7346, 7348 |
| 19 | Felsőörs, Kinizsi utca                           | 1758 7341, 7342, 7344, 7345, 7346, 7348 |
| 20 | Köveskútpuszta, bejárati út                      | 1758 7341, 7342, 7344, 7345, 7346, 7348 |
| 21 | Meggyespuszta, bejárati út                       | 1758 7341, 7342, 7344, 7345, 7346, 7348 |
| 22 | Meggyespuszta, bejárati út                       | 1758 7341, 7342, 7344, 7345, 7346, 7348 |
| 23 | Veszprém, Szabadság lakótelep bejárati út        | 22 1708, 1758 7341, 7342, 7344, 7345, 7346, 7348, 7350, 7352, 7353, 7355, 7358, 7941 |
| 24 | Veszprém, Sport vendéglő                         | 22 1631, 1708, 1722, 1723, 1758, 1853 7341, 7342, 7344, 7345, 7346, 7348, 7350, 7352, 7353, 7355, 7357, 7358, 7804, 7941 |
| 25 | Veszprém, kórház                                 | 7, 7A, 22 1189, 1631, 1658, 1708, 1722, 1735, 1758, 1806, 1808, 1853 7341, 7342, 7344, 7345, 7346, 7348, 7350, 7352, 7353, 7355, 7357, 7358, 7804, 7941, 8082 |
| 26 | Veszprém, autóbusz-állomás                       | 1, 2, 3, 4A, 7, 7A, 10, 12, 12A, 13, 22, 23, 47 1189, 1212, 1215, 1216, 1229, 1510, 1513, 1529, 1564, 1592, 1593, 1625, 1631, 1658, 1708, 1720, 1722, 1723, 1728, 1729, 1731, 1732, 1735, 1736, 1740, 1742, 1758, 1784, 1806, 1808, 1823, 1853 5449, 7033, 7300, 7301, 7302, 7303, 7304, 7305, 7306, 7307, 7308, 7309, 7311, 7313, 7314, 7315, 7316, 7317, 7318, 7319, 7320, 7321, 7322, 7323, 7324, 7325, 7326, 7332, 7333, 7335, 7341, 7342, 7344, 7345, 7346, 7348, 7350, 7352, 7353, 7355, 7358, 7360, 7361, 7363, 7364, 7366, 7367, 7369, 7370, 7376, 7380, 7381, 7383, 7386, 7387, 7388, 7389, 7391, 7396, 7397, 7398, 7804, 7941, 7943, 8082 |